# Kamienna (Ostrowiec Świętokrzyski)

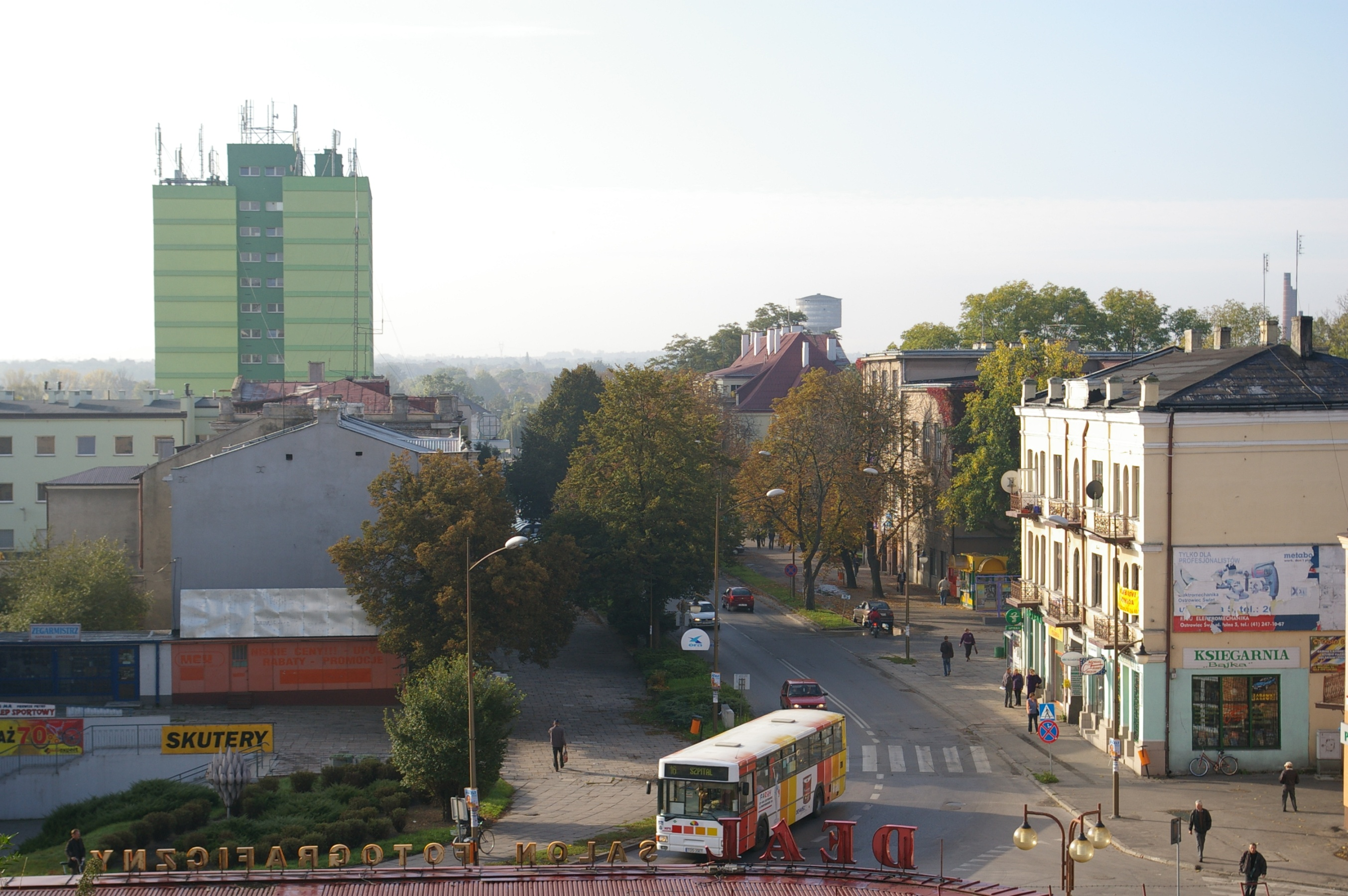
Aleja 3 Maja - widok ze wzgórza kościelnego

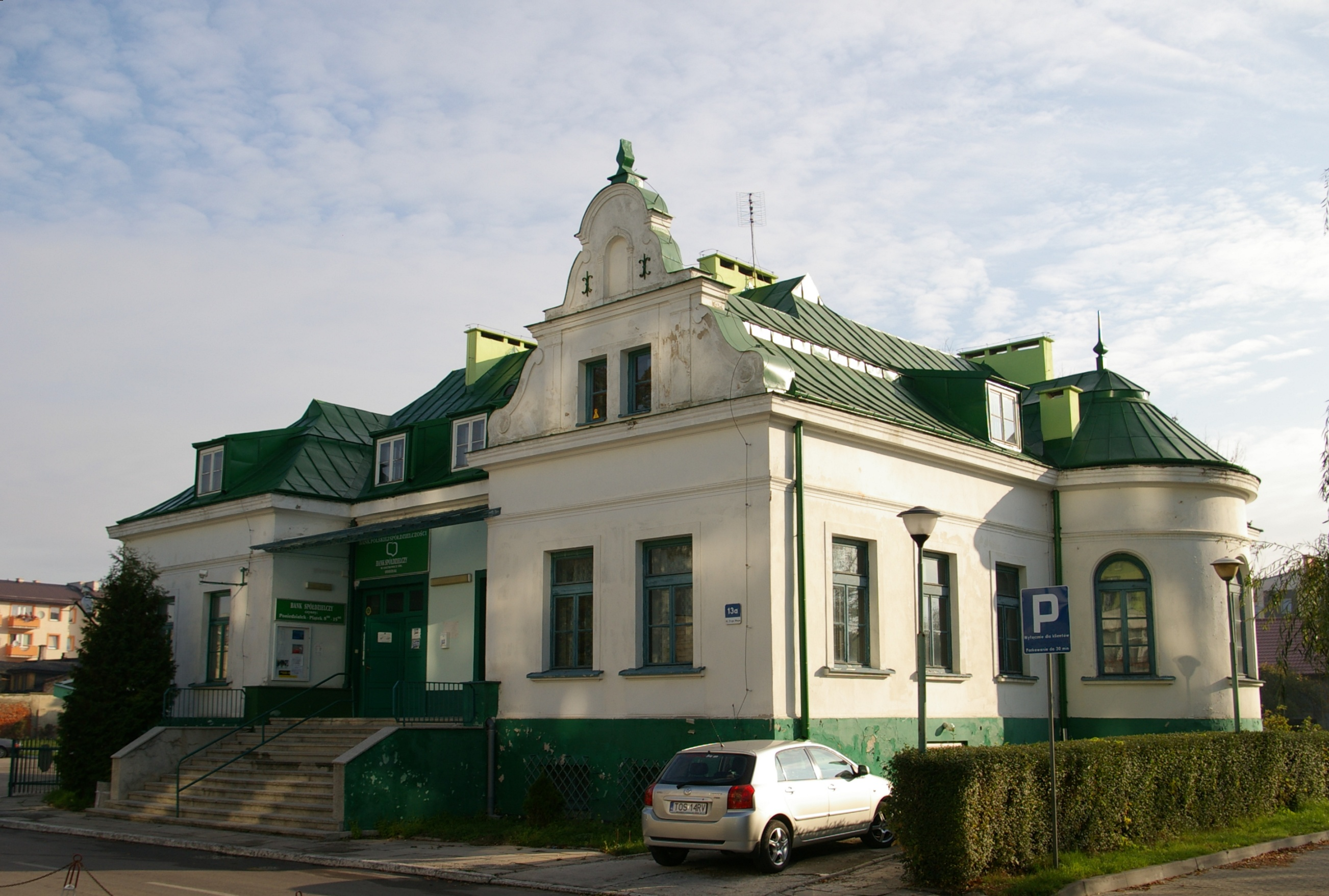
Pałacyk Rylla

Kamienna – osiedle samorządowe Ostrowca Świętokrzyskiego położone w centrum miasta, nad rzeką Kamienną, od której wzięło swą nazwę.
Funkcjonują tu: Publiczna Szkoła Podstawowa nr 11 i Liceum Ogólnokształcące nr I im. Stanisława Staszica. Na osiedlu znajdują się też: dworzec autobusowy PKS, urząd pocztowy, komenda miejska Policji, targowisko miejskie, Hotel Gromada Łysica oraz siedziba władz gminy wiejskiej Bodzechów.

## Zasięg terytorialny
Osiedle obejmuje następujące ulice: Aleja 3 Maja, Cegielniana, Chmielna, Chrzanowskiego (odcinek od ul. Ostrowieckiej do ul. Kilińskiego), Czysta, Focha, Furmańska, Kamienna, Kilińskiego, Krótka, Mickiewicza (nieparzyste numery 23-27), Podwale, Reja, Składowa, Słowackiego, Smolna, Teatralna, Wałowa, Wesoła, Wierzbowa, Zagłoby (nieparzyste 3-5 i parzyste 14-30) i Żabia.

## Zabytki
- Pałacyk Rylla z 1910, współcześnie siedziba oddziału Banku Spółdzielczego[2],
- Budynek dawnej Kasy Chorych przy ulicy Focha, wybudowany w okresie dwudziestolecia międzywojennego,
- Gmach urzędu pocztowego przy Alei 3 Maja, wzniesiony w latach 1925–1927.